# Departamento de Panguipulli
| Departamento de Panguipulli | Departamento de Panguipulli |
| --------------------------- | --------------------------- |
| Cabecera:                   | Panguipulli                 |
| Superficie:                 | km²                         |
| Habitantes:                 | hab                         |
| Densidad:                   | hab/km²                     |
| Comunas/ Subdelegaciones:   | - Panguipulli               |
| Ubicación                   |                             |
|                             |                             |

El Departamento de Panguipulli, era uno de los departamentos en que estaba dividida la antigua Provincia de Valdivia antes de la regionalización de 1975. 
Este departamento -creado a partir del Departamento de Valdivia- comprendía la comuna-subdelegación de Panguipulli

## Límites
El Departamento de Panguipulli limitaba:
- al norte con el Departamento de Villarrica
- al oeste con el Departamento de Valdivia.
- al sur con el Departamento de Río Bueno.
- Al este con la Cordillera de Los Andes.

## Administración
La administración estaba en Panguipulli, en donde se encontraba la Gobernación Departamental de Panguipulli. 

## Comunas y Subdelegaciones
- Panguipulli